# شکلات (فیلم ۲۰۰۷)
«شکلات» (انگلیسی: Chocolate (2007 film)) یک فیلم است که در سال ۲۰۰۷ منتشر شد.